# 新生儿听力筛查
新生儿听力筛查，即早期听力检测和干预，旨在识别、干预和跟进失聪或有听力障碍的婴幼儿。  如果生命的最初几年缺失听力，儿童会容易出现言语发育障碍。新生儿听力筛查可以实现早期诊断并改善后期的言语发育。
新生儿听力筛查通常使用耳声发射(OAE) 或自动听性脑干反应(AABR)等检测方法。 这些测试大约只需要 10 到 20 分钟，胎龄34 周以上的婴儿出生后第一天即可进行检测。  一般来说，初筛会采用OAE检查。如果初筛未通过，再使用 AABR复查。 如果两次筛查都没有通过，随后会进行更全面的听力诊断。 新生儿听力筛查的目标是在婴儿出生后一个月内进行筛查，如果确认是听力异常，则在出生后六个月内开始进行听力干预。 新生儿听力筛查的假阳性率大约为2%。 
许多发达国家强制要求对所有的新生儿进行听力筛查。 1993年，美国 国家卫生院（NIH）建议对所有的新生儿进行听力筛查。 在这之前，婴幼儿听力减退诊断的典型年龄约为 2 至 3 岁。  因此，历史上出生时即患有听力减退的儿童在教育，语言技能和社交功能等方面表现不尽人意。  然而早诊断、早干预能使听力损伤的儿童接近、达到正常同龄孩子的言语发育水平。 截至 2012 年，新生儿听力筛查计划在发展中国家并不常见。 